# Ioan Drăgan (fotbalist)
Ioan Drăgan (n. 2 decembrie 1965, România – d. 2 ianuarie 2012) a fost un jucător de fotbal român, care a jucat 169 de partide pentru FC Brașov și a marcat un gol.

## Carieră
Drăgan și-a început cariera la ICIM Brașov, iar în anul 1990 s-a transferat la FC Brașov unde a jucat 169 de meciuri și a marcat un gol.